# System odniesienia GRS 80
Geodezyjny System Odniesienia GRS 80 (Geodetic Reference System '80) – w geodezji, nowy system odniesienia, który zastąpił Geodezyjny System Odniesienia z 1967 przyjęty w Lucernie.
GRS 80 jest oparty na teorii geocentrycznej elipsoidy ekwipotencjalnej, generalizującej kształt geoidy i zdefiniowanej przez następujące stałe standardowe:
- równikowy promień Ziemi:

a = 6 378 137 m
- geocentryczna stała grawitacyjna Ziemi (włączając atmosferę):

GM = 3 986 005 x 108 m3·s-2
- dynamiczny współczynnik kształtu Ziemi, wyłączający stałe deformacje pływowe:

J2 = 108 263 · 10-8
- spłaszczenie geometryczne:

f = 1 / 298,257 222 101
- prędkość kątowa obrotu Ziemi:

ω = 7 292 115 · 10-11 rad·s-1
System ten uległ w ciągu 4 lat pewnej niewielkiej modyfikacji, przyjmując nazwę WGS 84 (World Geodetic System '84). Ze względu, że parametry elipsoid tych dwóch systemów różnią się o nieistotną wartość ok. 0,1 mm, w praktyce nazwy elipsoid (tak jak nazwy modeli) przyjmuje się niekiedy wymiennie.
Położenie punktów w odniesieniu do powierzchni elipsoidy określają współrzędne geodezyjne B, L oraz h (szerokość, długość, wysokość elipsoidalna) lub równoważne im geocentryczne współrzędne prostokątne X, Y oraz Z.